# Andrzej Kojro
Andrzej Kojro (ur. 9 kwietnia 1963 w Mińsku Mazowieckim) – polski prawnik i samorządowiec, radca prawny, członek Trybunału Stanu (2015–2023).

## Życiorys
W 1988 ukończył prawo na Wydziale Prawa i Administracji Uniwersytetu Warszawskiego. Odbył studia podyplomowe z zakresu zarządzania obrotem energią elektryczną w Wyższej Szkole Przedsiębiorczości i Zarządzania im. Leona Koźmińskiego. Pracował w administracji samorządowej i rządowej, później zatrudniony jako prawnik i radca prawny w koncernie energetycznym RWE Polska.
W latach 90. był radnym Mińska Mazowieckiego, od 1997 do 2001 był asystentem społecznym senatora Jerzego Baranowskiego. Z listy AWS zasiadał w sejmiku mazowieckim I kadencji. W 2002 (z ramienia lokalnego komitetu) i w 2006 (z listy Prawa i Sprawiedliwości) wybierany na radnego powiatu mińskiego.
18 listopada 2015 z rekomendacji PiS wybrany przez Sejm VIII kadencji na członka Trybunału Stanu. W lipcu 2016 został powołany na prezesa zarządu przedsiębiorstwa Enea Operator wchodzącego w skład koncernu Enea. Pełnił tę funkcję do maja 2021. 21 listopada 2019 został wybrany do Trybunału Stanu na okres kolejnej kadencji.

## Odznaczenia
- Brązowy Krzyż Zasługi (2011)[7]